# 64
Glej tudi: število 64
64 (LXIV) je bilo prestopno leto, ki se je po julijanskem koledarju začelo na nedeljo.

## Dogodki
- 19. julij: v okolici rimskega stadiona Circus Maximus izbruhne katastrofalen požar, ki v naslednjem tednu uniči vsaj polovico mesta.
- rimski cesar Neron uporabi požar kot povod za sistematičen pregon kristjanov v cesarstvu.

## Rojstva
- 8. september - Julija Flavija, hči rimskega cesarja Tita († 96)

## Smrti
- 13. oktober - apostol Peter, krščanski verski voditelj (najzgodnejši možen datum; * verjetno 1 pr. n. št.)